# Zanele Situ
Ntombizanele Situ, detta Zanele (Kokstad, 19 gennaio 1971 – Kokstad, 2 novembre 2023), è stata un'atleta paralimpica sudafricana che gareggiava in carrozzina nella categoria T54. Specializzata nel lancio del giavellotto, è stata la prima atleta donna sudafricana nera a vincere una medaglia d'oro paralimpica.

## Biografia
Situ è nata in Sudafrica nel 1971. All'età di dodici anni comincia ad avvertire debolezza nelle gambe e presto diventa inabile a deambulare. I test medici le diagnosticano un'infezione tubercolotica nel midollo spinale che porta Situ ad un semi-coma di due anni. Tutto ciò, le lascia una paralisi dalla quarta vertebra inferiore e la costringe a vivere sulla sedia a rotelle. Dopo essere diventata disabile ha frequentato la scuola a Mthatha.
Situ ha partecipato per la prima volta ad un grande torneo internazionale ai Mondiali di atletica leggera paralimpica di Birmingham nel 1998. In quell'occasione vinse una medaglia d'oro nel giavellotto e una di bronzo nel lancio del disco. Due anni dopo, prese parte ai Giochi paralimpici di Sydney 2000 dove vinse una medaglia d'argento nel lancio del disco e una medaglia d'oro nel lancio del giavellotto, il primo alloro per una donna nera sudafricana. Confermò il suo titolo mondiale a Lilla nel 2002.
Due anni dopo, ad Atene 2004, bissò l'oro paralimpico nel lancio del giavellotto. Nonostante non ottenne medaglie nel getto del peso e nel lancio del disco, fu comunque premiata dal Comitato Paralimpico Internazionale con il premio Whang Youn Dai per aver incarnato lo spirito dei Giochi.
A Pechino 2008 non vince nessuna medaglia. Riuscirà a vincere di nuovo una medaglia mondiale nel 2011, conquistando il bronzo nel lancio del giavellotto. A causa dell'emergere di nuove giavellottiste come la tunisina Hania Aidi e la cinese Yang Liwan, Situ farà fatica ad essere competitiva. Ai Giochi di Londra 2012 arriva soltanto quarta nella gara del lancio del giavellotto.
In seguito, Situ ottiene tre bronzi mondiali (2013, 2015, 2017) e un bronzo paralimpico a Rio 2016, dove farà segnare il suo miglior lancio personale di 17,90 m. Sempre a Rio è alfiere del Sudafrica nella cerimonia di apertura.

## Palmarès
| Anno | Manifestazione       | Sede           | Evento                        | Risultato | Prestazione | Note |
| ---- | -------------------- | -------------- | ----------------------------- | --------- | ----------- | ---- |
| 1998 | Mondiali paralimpici | Birmingham     | Lancio del disco F54          | Bronzo    | 11,56 m     |      |
| 1998 | Mondiali paralimpici | Birmingham     | Lancio del giavellotto F54    | Oro       | 14,45 m     |      |
| 2000 | Giochi paralimpici   | Sydney         | Lancio del disco F51-54       | Argento   | 12,54 m     |      |
| 2000 | Giochi paralimpici   | Sydney         | Lancio del giavellotto F52-54 | Oro       | 14,78 m     |      |
| 2002 | Mondiali paralimpici | Lilla          | Lancio del giavellotto F54-56 | Oro       | 14,44 m     |      |
| 2004 | Giochi paralimpici   | Atene          | Lancio del giavellotto F54-55 | Oro       | 14,75 m     |      |
| 2011 | Mondiali paralimpici | Christchurch   | Lancio del giavellotto F54-56 | Bronzo    | 15,25 m     |      |
| 2013 | Mondiali paralimpici | Lione          | Lancio del giavellotto F54-56 | Bronzo    | 17,16 m     |      |
| 2015 | Mondiali paralimpici | Doha           | Lancio del giavellotto F54    | Bronzo    | 16,36 m     |      |
| 2016 | Giochi paralimpici   | Rio de Janeiro | Lancio del giavellotto F54    | Bronzo    | 17,90 m     |      |
| 2017 | Mondiali paralimpici | Londra         | Lancio del giavellotto F54    | Bronzo    | 17,02 m     |      |